# ماريو باسكال
ماريو باسكال (بالإيطالية: Mario Pascal)‏ هو رياضياتي إيطالي، ولد في 31 مايو 1896 في بافيا في إيطاليا، وتوفي في 6 نوفمبر 1949 في نابولي في إيطاليا.